# Ghyben-Herzberg-Linse
Die Ghyben-Herzberg-Linse (engl.: freshwater lens, Ghyben-Herzberg lens), auch einfach Süßwasserlinse genannt, ist ein unterirdisches Süßwasservorkommen auf Meeresinseln. Voraussetzung für ihre Bildung sind humides Klima und ein grundwasserleitender Untergrund. 
Auf kleineren Inseln besteht in der Tiefe in der Regel ein Grundwasserkörper aus Salzwasser. Da aber im Boden nur eine sehr geringe Durchmischung des Wasserkörpers stattfindet (laminare Durchströmung der Porenkörper im Boden), kann sich das im Untergrund  versickernde Wasser auf der Oberfläche dieses Salzwasserspiegels sammeln und einen uhrglasförmig aufgewölbten Grundwasserkörper aus Süßwasser bilden. Diese Bildung wird dadurch erleichtert, dass die Dichte des Süßwassers etwas geringer ist als die des Salzwassers. 
Seitlich und in der Tiefe zu diesem Körper befindet sich im Übergang zu Salzwasser meist eine Brackwasserzone von unterschiedlicher Stärke. Das Süßwasser dieser Linse resultiert allein aus Niederschlägen. 
Diese Süßwasservorkommen bilden bei den meisten Inseln die Quelle für Trink- und Brauchwasser. Ausnahmen bilden Felseninseln, in denen ein Grundwasserkörper nicht existiert. Bei der Nutzung der Süßwasserlinse zur Wasserentnahme darf nur so viel Wasser entnommen werden, wie sich auch regelmäßig neu bildet. Größere Entnahmen müssen auf die Linse verteilt werden, da eine einseitige starke Entnahme dazu führen kann, dass die Süßwasserlinse im entsprechenden Bereich verbraucht und in der Folge Brack- oder gar Salzwasser angesaugt wird (Salzwasserintrusion). Auch dürfen die Brunnenanlagen nicht bis zum Salzwasserspiegel abgeteuft werden, da dann Mischwasser gefördert wird. 